# Diablo II: Lord of Destruction
A Diablo II: Lord of Destruction egy nagy sikerű játéksorozat második részének a kiegészítő lemeze, a Diablo II történetének a folytatása.

## Újdonságok
A kiegészítő lemez rengeteg újdonságot tartalmazott, az alapjátékhoz képest:
- Egy új fejezet a történetben (Act V), melynek helyszíne Mount Arreat, egy új főellenséggel, Baal-lal, új küldetésekkel.
- Megnövelt ládaméret (az eredeti kétszerese).
- A játék már 800×600-as felbontásban is játszható.
- A segítők között megjelent egy új fajta, a barbár, és immár végigkísérik a játékost kalandjai során. Továbbá nekik is lehet fegyvert és ruházatot adni, saját maguk is képesek fejlődni (nem a játékost követve), gyógyíthatók, és fel is támaszthatók.
- Rengeteg új tárgy:

- Rúnák (hasonlítanak a drágakövekre, de speciális "szavakat" kirakva belőlük rendkívül erős bónuszok nyerhetők.
- Barkácsolt (Crafted) tárgyak, melyeket az úgynevezett horadrim-kockában állíthatunk elő.
- Ékszerek (Jewels), szintén tárgyakba építve adhatnak plusz tulajdonságokat.
- Charm-ok, melyeket a játékos magánál tartva kaphat bónuszokat.
- Áttetsző (ethereal) tárgyak, melyek erősebbek, viszont nem javíthatók.
- Új egyedi (unique), készlet (set), és alap tárgyak.

### Új kasztok
Két új játszható karakterkaszt jelent meg a játékban:
- Assassin, avagy bérgyilkos, elsősorban harcművészetével, és csapdák állításával küzd. Ő az egyedüli kaszt, akinek nincs szüksége kulcsokra a játékban található zárt ládák kinyitásához. Képességei a következők:

- Martial Arts (harcművészet): ide tartozik elsősorban közelharci feltöltő és kivégző mozdulatai. Különlegessége, hogy fegyverét képes "feltölteni" (pl. jég sebzéssel, vagy élet-lopó tulajdonsággal), hogy végül egy kivégző mozdulattal (beleértve az egyszerű támadást is) erősebb ütést érjen el.
- Traps (csapdák): különféle csapdákat tud állítani, melyek fix helyről különböző elementáris csapásokat mérnek a környező ellenfelek irányába, adott ideig.
- Shadow Disciplines (árnyékképességek): főleg passzív tulajdonságokat (pl. gyorsító, karom-mesterség), és néhány támadó varázslatot tartalmaz ez a csoport. Ide tartozik az a tulajdonsága, hogy képes magáról egy "másolatot" készíteni, mellyel elterelheti magáról a figyelmet.

- Druid, avagy druida, mely alakváltó, állatokat hívó, és varázsló képességeiről ismert.

- Shape-shifting (alakváltás): a karakter képes farkas, vagy medve alakot ölteni, erősebb sebzés, és nagyobb életerő jellemzi ekkor. Állat formában a druida azonban képtelen a legtöbb varázslat végrehajtására, így tipikusan vagy varázsló, vagy alakváltó harcost képeznek a játékosok.
- Elemental (elemek): ide tartoznak a druida közvetlen sebzést okozó varázslatai, mint pl. a tornádó, vagy a vulkán.
- Summoning (megidézés): a kaszt tagjai képesek különböző állatokat segítségül hívniuk magukhoz, farkasokat, medvét, hollót, vagy indákat.

## Története
A teljes történet időrendben elolvasható a Diablo idővonalon.
|  | Alább a Diablo II: Lord of Destruction cselekményének részletei következnek, ezért összecsukható dobozba helyeztük! |

Az alapjáték végére Diablo és Mephisto halott, lélekkövüket megsemmisítették a pokol kovácsműhelyében, így ők nem térhetnek vissza. Azonban testvérük, Baal aljas trükkel megszerzi saját lélekkövét Mariustól, a narrátorunktól, majd meggyilkolja őt. Ezután folytatja munkáját a halandó világban: el akarja pusztítani a Világkövet, mely az egyensúlyt tartja pokol és menny között. Ennek érdekében keletre utazik seregével, a Barbár felföldre, az Arreat hegy lábához, és ostrom alá veszi az ott élő embereket. A játékos ezek fővárosából, Harrogathból indul felkutatni és megállítani a Pusztítás Urát terve végrehajtása előtt. Ha Baal sikerrel jár, akkor a földi világ elemésztődik, a lélekkövek erejét megkaparintja, és vég nélküli harc indulhat a menny legyőzéséért...
Baal-t azonban a hősünk legyőzi. A harc végére Baal jelenléte viszont már "megfertőzte" a Világkövet (Worldstone), ezért Tyrael úgy dönt, hogy elpusztítja, és bár vonakodva, de megteszi - vállalván a beláthatatlan következményeket: előveszi kardját, rátámaszkodik és magában mormol angyali nyelven valamit, aztán belehajítja a kardot a Kőbe, mire az elkezd töredezni, s végül teljes egészében felrobban, ezzel elpusztítva az Arreat-hegyet.
|  | Itt a vége a cselekmény részletezésének! |

## A játék

### Alapvető tudnivalók
A Diablo-sorozat mindegyike egy szerepjáték, ami azt jelenti, hogy egyetlen karaktere van a játékosnak, akit/amit játéktól függően bizonyos módon fejleszthet, különböző/egyénre szabott öltözettel és fegyverzettel láthatja el; játék közben nem-játékos karakterekkel (=NPC) találkozik, beszélhet velük, ezáltal a játékos informálódhat, és rájöhet a játékban történő események közti összefüggésekre.
A karakterre úgynevezett izometrikus nézetben látunk rá, mely gyakorlatilag 2 és 3 dimenziós hatások keveredését, leginkább optikai csalódást okoz, hiszen a karakter a Diablo-ban mindig a képernyő közepén marad, a 16 irány bármelyikébe is forduljon, mindössze a táj mozog "alatta" (a Diablóban csak 8 irány volt lehetséges).

### Karakter
A játék közben megölt ellenségek mindegyike ad úgynevezett tapasztalat pontot. Új játék kezdetekor ez 0-ról indul; ez 99-es szinten - tehát a maximum határ, amit elérhetünk karakterünkkel - 3.520.485.254 lehet. A tapasztalat gyűjtése ad lehetőséget arra, hogy karakterünk fejlődhessen egy szintet. A karakterképernyőn szemmel kísérhetjük pontjaink gyarapodását, de haladásunk az állóképességet jelző csík felett is látható. A cél lényegében a 99-es szint elérése, mely leggyorsabban úgy valósítható meg, ha végigjátszuk a játékot egy karakterünkkel mindhárom nehézségi szinten. Ahogy fejlődünk, egyre több tárgy válik elérhetővé, mind a megvehető, mind pedig a talált tárgyak körében.
Karakterünk halála esetén a bérenc is meghal, illetve az összes feltámasztott/megidézett teremtmény. Normál módban tapasztalot nem veszítünk, de egy bizonyos pénzösszeget igen; miután ezt a játék levonta, a maradék pénz lehull a holttest mellé, illetve ha a nálunk hordozott arany nem lett volna elég, akkor a maradék a ládából vonódik le; abban az esetben nem veszítünk pénzt, ha éppen nincsen a karakterünknél, mert például már előtte le lett dobva a földre a faluban, biztonságban.

### NPC-k
Az NPC-k (Non-Player Character=nem-játékos karakter) olyan alap karakterek, melyek valamilyen szerepet játszanak a történetben, információkkal látnak el, áruvételt tesznek lehetővé vagy más egyéb módon segítenek a játékosnak. A kiegészítőben összesen 5 új NPC van, és kettő újra megjelenik:
V. fejezet
Helyszín: Harrogath - a havas Arreat-hegycsúcs barbárvédőinek kicsiny faluja
- Anya - A klán lemészárolt vezetőjének lánya, magára vállalta a város vezetését. Nála lehet szerencsejátékot űzni és kereskedni.
- Deckard Cain - A Horadrim bölcs végsőkig segíti a játékost, ő az egyik visszatérő szereplő. Nála tudunk beazonosítani tárgyakat.
- Larzuk - Fiatal és szenvedélyes kovácsa a városnak, aki elkötelezett a Baal elleni harc mellett a végsőkig. A játékos nála javíthatja és kereskedheti felszerelését.
- Malah - Kedves és optimista gyógyító asszony, aki csak attól retteg, hogy a világon élő már megfertőzött emberek számára nincs gyógymód.
- Nihlathak - Nekromanta. Eleinte nála lehet szerencsejáték űzni, később kiderül, hogy Ő rabolta el Anya-t, és egy küldetés keretein belül harcolnunk kell vele.
- Qual-Kehk - A barbár zsoldosok vezetője.
- Tyrael - Az arkangyal, szintén visszatérő karakter.

### Küldetések
Az játékban megjelenő 5. fejezetben 6 küldetést kell teljesítenünk a siker érdekében. A feladatok változatosak, valamelyikben csak meg kell ölnünk egyes szörnyeket, de van olyan is, ahol meg kell mentenünk nem-játékos karaktereket. Az alapjátéktól eltérően, ahol egyes feladatokat nem volt kötelező teljesíteni, itt a küldetések egymásra épülnek, gyakorlatilag mindet teljesíteni kell a végigjátszáshoz.

### Útpontok
Hasonlóan az alapjátékhoz, az útpontok (Waypoint) ebben a fejezetben is megjelennek, az utazást megkönnyítendő. A következő területeken találhatóak meg: Harrogath, Frigid Highlands, Arreat Plateau, Crystalline Passage, Halls of Pain, Glacial Trail, Frozen Tundra, The Ancients' Way, és végül a Worldstone Keep második szintjén.

### Zsoldosok
- Harrogath: Egy új típusú bérencünk lehet, a Barbár harcos: Miután a 2. küldetésben kiszabadítottuk őket, Qual-Kehk felajánlja barbárjait segíteni. Csak kardokat tudnak használni, az egy- és kétkezes kardokat egyaránt kétkezesként kezelik. Alapvetően tisztán fizikai sebzést használnak, de a tárgyaikból kapott elemi sebzéseket is képesek alkalmazni. Ez az egyetlen olyan típusú zsoldos, amely elfogad valamilyen kasztspecifikus tárgyat: képes használni a Barbarian only tárgyakat. Alap támadásuk mellett fellelhető a Bash nevű képzettség, amivel hátralöki és rövid időre megbénítja ellenfelét.

## Nehézségi szintek

Hell nehézségi fok teljesítése után Patriarch vagy Matriarch rang jár, karakterünk nemének megfelelően.

A játékban 3 fokozat található, Normál (Normal), Rémálom (Nightmare) és Pokol (Hell). A következő nehézségi szintre csak úgy juthatunk el, ha legyőzzük Baal-t. Miután Normal fokozatban ez sikerült, a játék az elejéről indul Nightmare nehézséggel, karakterünknek mindene megmarad, azzal viszont kell számolnunk, hogy a Tűz (Fire), Fagy (Cold), Villám (Lightning) és Méreg (Poison) ellenállásunk 30-cal lecsökken, az ellenségek pedig csak olyan arányban lesznek erősebbek, mintha Normálban indultunk volna. Tehát mindegyik ellenfél erősebb, több élete van, és több tapasztalatot is ad, de karakterünk is már körülbelül 40-es szintjeiben jár, nem pedig az elsőn - vagyis az harci arányok nem sokban változnak. Azon a képernyőn, amelyiken kiválasztjuk a már fejlettebb karakterünket, a Nightmare és a Normal fokozatok között is eldönthetjük, melyikben szeretnénk játszani, csak azzal kell számolni, hogy a már nehezebb fokozatban elkezdett játékunkból el fog veszni a térkép, valamint a teljes I. fejezet kiirtásával is aligha haladna fejlettségünk. Hell fokozatra a fentebb leírtak szintén igazak, azzal a különbséggel, hogy karakterünk ellenállása -80-ról indul, és minden egyes ellenfél immunis valamire, legyen az Tűz, Fagy, Villám, Méreg vagy akár Fizikai sérülés; ezáltal sokkal nehezebb őket legyőzni, mivel gyakran lehet szükség a különböző képességek közötti váltáshoz. Fontos, hogy a játékos ne becsülje le egyik ellenfelét sem, mert könnyedén halálba kergetheti vele saját karakterét (és vele együtt segítőjét (Mercenary).
Miután a Normal fokozatot végigvittük és megnéztük az utolsó videót, megjelenik egy kép, rajta hű segítőnk, Deckard Cain, és a szöveg: Gratulálunk! XY-t ezentúl úgy ismerjék, mint Gyilkos XY!. Vagyis karakterünk kap egy "Gyilkos" (játékban: Slayer) rangot, melyet nem lehet elhagyni, de lehet még tovább fokozni azzal, ha Nightmare nehézségben is megöljük Baal-t. Ekkor már a "Bajnok" (játékban: Champion) rangot fogjuk megkapni, ha pedig Hell-ben is győzedelmeskedünk - ami már hihetetlenül nehéz -, karakterünk egy sikeres "Pátriárka" lehet, ha férfinemű (játékban: Patriarch), és "Mátriárka", ha nőnemű (játékban: Matriarch).
Ha már legalább egy karakterrel legyőztük Baal-t, és esetleg új játékot szeretnénk kezdeni egy másik - vagy ugyanazon - kaszttal, lehetőségünk nyílik a Hardcore mód kipróbálására is. Ez gyakorlatilag nem más, mint a valóság: semmiben sem különbözik a normál módtól, eltekintve attól, hogy karakterünk csak egyszer él, és ha meghalt, soha többé nem lesz majd játszható, a játékban összegyűjtött összes tárgy és arany elvész; nincs mód ezek visszaszerzésére. E módnak a titka az életgömbünk állandó figyelésén alapszik és a jó taktikán - vagyis célszerű nem belerohanni nagyobb csoportokba, hanem például egy hídon vagy ajtóban felsorakoztatni az ellenfeleket, és egyesével végezni velük.
Másik dolog, ami még eltér a normál módtól az az, hogy az egyes nehézségi fokok teljesítésekor más rangokat fogunk kapni: Normal fokozatban "Romboló"-t (játékban: Destroyer), Nightmare-ben "Hódító"-t (játékban: Conqueror), Hell-ben pedig "Őrző"-t (játékban: Guardian).